# Gloria Diaz
Gloria Maria Aspillera Diaz (Manila, 10 de março de 1951) é uma atriz e rainha da beleza filipina, coroada como Miss Universo 1969 em Miami Beach, Estados Unidos, em 20 de julho daquele ano. Em decorrência do título e da celebridade nacional e internacional conseguida com ele, Gloria seguiu carreira cinematográfica e tornou-se uma das mais famosas e premiadas atrizes de seu país nas décadas seguintes.

## Biografia
Criada em convento de freiras, Gloria era uma debutante cursando o segundo ano do St. Scholasticas' College, uma instituição católica para moças em Manila, quando venceu o Miss Filipinas aos 19 anos. O título a levou aos EUA para disputar o Miss Universo representando seu país. Ela nunca foi uma das favoritas ao título e sua vitória uma surpresa contra as probabilidades. As favoritas do público e da imprensa, Miss Finlândia Harriet Eriksson, Miss Brasil Vera Fischer, Miss Peru Maria Julia Mantilla Mayer (tia da futura Miss Mundo 2004, Maria Julia 'Maju' Mantilla), Chava Levy, Miss Israel, todas ficaram pelo caminho.
Gloria teve alta pontuação no desfile de maiô e entrou nas Top 5. As finalistas foram ela, Miss Finlândia, Miss Austrália, Miss Japão e Miss Israel. Sua divertida entrevista com o apresentador Bob Barker, que fez a platéia rir com ela listando os nomes dos dois irmãos e das seis irmãs ("por idade ou ordem alfabética?") e a simples e inteligente resposta  à pergunta final dos jurados sobre como ela entreteria na Terra um alienígena que viesse da Lua ("já que ele está há tanto tempo na Lua, acho que ele teria prazer nas mesmas pequenas coisas que dão prazer ao homem comum na Terra"), lhe deu preciosos pontos na avaliação do júri e quando a favorita Eriksson foi anunciada como segunda colocada, a pequena e improvável vencedora beleza filipina tornou-se a primeira miss Universo de seu país.

A vitória de Gloria, entretanto, provocou mais protestos que aplausos no chocado auditório do Miami Auditorium. Enquanto em Manila os filipinos comemoraram por dias, a mídia internacional levantou grandes suspeitas sobre o resultado. Para alguns, tinha sido uma vitória política. O governo das Filipinas enfrentava grandes protestos do povo por apoiar os Estados Unidos na Guerra do Vietnã, incluindo o envio de tropas à zona de combate e o resultado teria sido arranjado de maneira a 'acalmar os nervos' do povo filipino, que desde a época já tinha grande interesse pelos concursos de beleza.

Primeira página do Manila Times de 21 de julho de 1969 mostra Gloria Diaz sendo coroada Miss Universo 1969 por Martha Vasconcellos. O homem chegaria na Lua no mesmo dia.

Richard Nixon, o presidente dos EUA, aproveitou para fazer política de relações públicas: "Enquanto os americanos conquistaram a Lua - o que ocorreu dois dias depois - os filipinos conquistaram o Universo!". Para outros, porém, a vitória de Diaz tinha vindo em boa hora, porque quebrava um padrão de beleza estabelecido e mudava completamente as características destes concursos de beleza internacionais, deixando-os mais democráticos e com uma verdadeira face universal.

## Vida posterior
A vitória de Gloria Diaz foi reapresentada por várias noites em videotape em seu país. A paixão do povo por concursos de beleza foi solidificada, reforçada e expandida, com todas as meninas das escolas filipinas querendo ser como ela. Concursos de beleza começaram a ser realizados, com melhores patrocínios, por todas as províncias, cidades e até dentro dos bairros urbanos. Depois de seu ano de reinado, Gloria casou-se e entrou para a carreira cinematográfica, tornando-se uma das mais populares atrizes das Filipinas, mesmo que com altos e baixos na qualidade e popularidade de seus filmes, inclusive um feito junto com a espanhola Amparo Muñoz, Miss Universo 1974 que renunciou à coroa no meio do reinado para seguir a carreira de atriz e filmou com Gloria nas Filipinas.
Divorciando-se de seu primeiro marido, viveu como mãe de solteira de três filhos por vários anos, até casar-se novamente com um banqueiro local, Mike de Jesus. Em 2005, ela recebeu a maior honraria na carreira, ao conquistar o FAMAS Award (equivalente filipino ao Oscar) de melhor atriz coadjuvante no filme Nasaan ka man.
Em agosto de 2010, Gloria envolveu-se numa grande polêmica, depois de uma entrevista dada após o encerramento do Miss Universo 2010 em Las Vegas, em que a candidata das Filipinas, Venus Raj, uma das favoritas do público e bastante popular nas Filipinas depois de ser destronada e novamente entronada como Miss Filipinas antes do Miss Universo devido a avaliações contraditórias sobre seu local de nascimento e cidadania, ficou em quinto lugar. Gloria achou que Venus teve dificuldades de se expressar durante a pergunta final dos jurados, perdendo a coroa por isso, e disse que seria aconselhável que as filipinas dessem suas respostas através do intérprete, ao invés de falarem em inglês. Gloria declarou que se Venus pensava em cebuano, língua de sua província das Filipinas, deveria se expressar em tal língua, "pois os cebuanos falam mal inglês e tagalog" - a principal língua falada nas Filipinas. O comentário causou revolta entre as autoridades da província que se sentiram insultados por Gloria na capacidade dos locais de se expressarem em inglês. Em setembro de 2010, o conselho de prefeitos de Cebu passou uma resolução declarando-a persona non grata na região.